# Liste der Monuments historiques in Faymoreau
Die Liste der Monuments historiques in Faymoreau führt die Monuments historiques in der französischen Gemeinde Faymoreau auf.

## Liste der Bauwerke
| Bezeichnung      | Beschreibung | Standort      | Kennzeichnung | Schutzstatus | Datum | Bild           |
| ---------------- | ------------ | ------------- | ------------- | ------------ | ----- | -------------- |
| Pont de Fleuriau |              | C.V. 4 (Lage) | PA00110093    | Inscrit      | 1982  | weitere Bilder |